# 森実友紀
森実 友紀（もりざね ゆき、1978年12月2日 - ）は、日本の女優、ダンサーである。埼玉県出身。
東京ディズニーランド、東京ディズニーシー、サンリオピューロランド、劇団四季への所属を経てフリーで活動中。

## 出演作品

### テーマパーク
- 東京ディズニーランド（14期）
- サンリオピューロランド（Hello Kitty Dream Review 1、Hello Kitty Dream Review 2）
- 東京ディズニーシー（マーメイドラグーンシアター フライングコーラス）

### 劇団四季
- マンマ・ミーア!（アリ）
- ヴェニスの商人（ネリサ）

### 舞台
- サイン・ミュージカル「Call Me Hero！」
  - 2006年2月4日、東京：なかのZERO 大ホール
  - 2006年8月19日、大阪：ビッグアイ
  - 2006年8月25日 - 27日、神奈川：横浜赤レンガ
  - 2007年2月3日、東京：府中の森芸術劇場 ふるさとホール
  - 2007年7月5日、長野：まつもと市民芸術館
  - 2007年9月1日、東京：かめありリリオホール

- ミュージカル「アン・ドゥ・トロワ」（小田島美咲）
  - 2006年9月1日 - 10日、東京：シアターグリーン

- ミュージカル「君に捧げる歌」（莉奈）
  - 2006年12月7日 - 25日、東京：東京芸術劇場 小ホール!

- 劇団オーパ「The Last Wish ～嘘つきは泥棒のはじまり？？～」
  - 2007年4月28日 - 29日、東京：笹塚ファクトリー

- ブロードウェイ・ミュージカル「ペテン師と詐欺師」
  - 2008年1月5日 - 29日、東京：日生劇場
  - 2008年2月7日 - 9日、愛知：愛知厚生年金会館
  - 2008年2月15日 - 17日、広島：広島厚生年金会館
  - 2008年2月20日 - 24日、福岡：北九州芸術劇場 大ホール
  - 2008年2月28日 - 3月2日、兵庫：兵庫県立芸術センター 大ホール

- ミュージカル「ルドルフ ザ・ラスト・キス」
  - 2008年5月6日 - 6月1日、東京：帝国劇場

- 大人の麦茶 第十五杯目公演「ネムレナイト2008」
  - 2008年6月18日 - 22日、東京：紀伊國屋ホール

- ブロードウェイ・ミュージカル「CHICAGO」
  - 2008年10月8日 - 11月2日、東京：赤坂ACTシアター
  - 2008年11月4日 - 6日、大阪：梅田芸術劇場 メインホール
  - 2008年11月12日 - 16日、東京：青山劇場

- ブロードウェイ・ミュージカル「ドロウジー・シャペロン」
  - 2009年1月5日 - 29日、東京：日生劇場
  - 2009年2月7日 - 8日、長崎：長崎ブリックホール 大ホール
  - 2009年2月13日 - 15日、愛知：愛知県勤労会館
  - 2009年2月21日 - 22日、富山：オーバード・ホール
  - 2009年2月28日、大阪：大阪厚生年金会館 ウェルシティ大阪 大ホール

- 大人の麦茶 第十六杯目公演「いちころソング」
  - 2009年4月8日 - 12日、東京：紀伊國屋ホール

- ミュージカル「ミー＆マイガール」
  - 2009年6月3日 - 28日、東京：帝国劇場
  - 2009年7月4日 - 15日、愛知：中日劇場

- 劇団ゲキハロ 第7回公演「サンク ユー ベリー ベリー」
  - 2009年9月16日 - 23日、東京：サンシャイン劇場
  - 2009年9月26日 - 27日、大阪：サンケイホールブリーゼ

- ブロードウェイ・ミュージカル「キャバレー」
  - 2010年1月7日 - 29日、東京：日生劇場
  - 2010年2月5日 - 7日、大阪：梅田芸術劇場
  - 2010年2月12日 - 14日、名古屋：愛知勤労会館
  - 2010年2月20日 - 21日、福岡：北九州芸術劇場

- ブロードウェイ・ミュージカル「CHICAGO」
  - 2010年6月4日 - 6日、兵庫：兵庫県立芸術文化センター KOBELCO大ホール
  - 2010年6月9日 - 7月4日、東京：赤坂ACTシアター

- ブロードウェイ・ミュージカル「COCO」
  - 2010年12月3日 - 19日、東京：ル テアトル銀座 byPARCO
  - 2011年1月9日 - 10日、大阪：イオン化粧品シアターBRAVA!
  - 2011年1月12日、兵庫：兵庫県立芸術文化センター 阪急 中ホール

- ROCKミュージカル「ピンクスパイダー」
  - 2011年3月8日 - 27日、東京：東京グローブ座
  - 2011年4月、地方公演（神戸 / 名古屋 / 新潟 / 仙台 / 札幌 ほか）

- ミュージカル「ドラキュラ」オーストリア・グラーツ版
  - 2011年8月20日 - 9月11日、東京：東京国際フォーラム ホールC
  - 2011年9月16日 - 18日、大阪：梅田芸術劇場 メインホール

- ミュージカル「ウィズ〜オズの魔法使い〜 」
  - 2012年9月28日 - 30日、神奈川：KAAT神奈川芸術劇場ホール
  - 2012年10月4日 - 7日、大阪：梅田芸術劇場 メインホール
  - 2012年10月18日 - 28日、東京：東京国際フォーラム ホールC
  - 2012年11月3日 - 6日、愛知：中日劇場

### テレビドラマ
- たったひとつの恋 第1話（日本テレビ、2006年10月14日）

### CM
- ロート製薬 しみ・そばかす対策液 EX「メンソレータム メラノバスター」（2007年3月31日から放送）

### 映画
- 3D立体ショートムービー Memory（2007年8月2日・9日・16日・23日） - 1日3回（18時・19時・20時）、秋葉原UDX4階のアキバ3Dシアターで上映。

### DVD
- PV「Angel Can't Buy Me Love」（2006年11月23日発売）
- ドラマ「たったひとつの恋 Vol.1」（2007年6月13日発売）
- 舞台「君に捧げる歌」
- 舞台「ネムレナイト2008」
- 舞台「劇団四季 ヴェニスの商人」
- 舞台「サンク ユー ベリー ベリー」